# Rhosus (bướm đêm)
Rhosus là một chi bướm đêm thuộc họ Noctuidae.

## Loài
- Rhosus aguirreri Berg, 1882
- Rhosus albiceps Draudt, 1919
- Rhosus columbiana Hampson, 1910
- Rhosus denieri Köhler, 1936
- Rhosus isabella Dognin, 1898
- Rhosus leuconoe Felder, 1874
- Rhosus ornata Jörgensen, 1935
- Rhosus ovata Rothschild, 1896
- Rhosus pampeana Jörgensen, 1935
- Rhosus posticus Walker, 1854
- Rhosus spadicea Felder, 1874
- Rhosus storniana Köhler, 1936